# 北江省
北江省（越南语：／）是原越南東北部的一個省，省莅北江市。
北江省和北宁省属于越南传统分区的京北（Kinh Bắc），是越南非物质文化遗产——官賀的发源地。

## 地理
北江省东接广宁省，北接谅山省，西接太原省和河内市，南接北宁省和海阳省。省域内有梂江，滄江，陸南江等太平江流域河流所形成的冲积平原，其中农田广阔，适宜耕种。省域四周为群山所环抱，珍贵林产品丰富。

## 历史

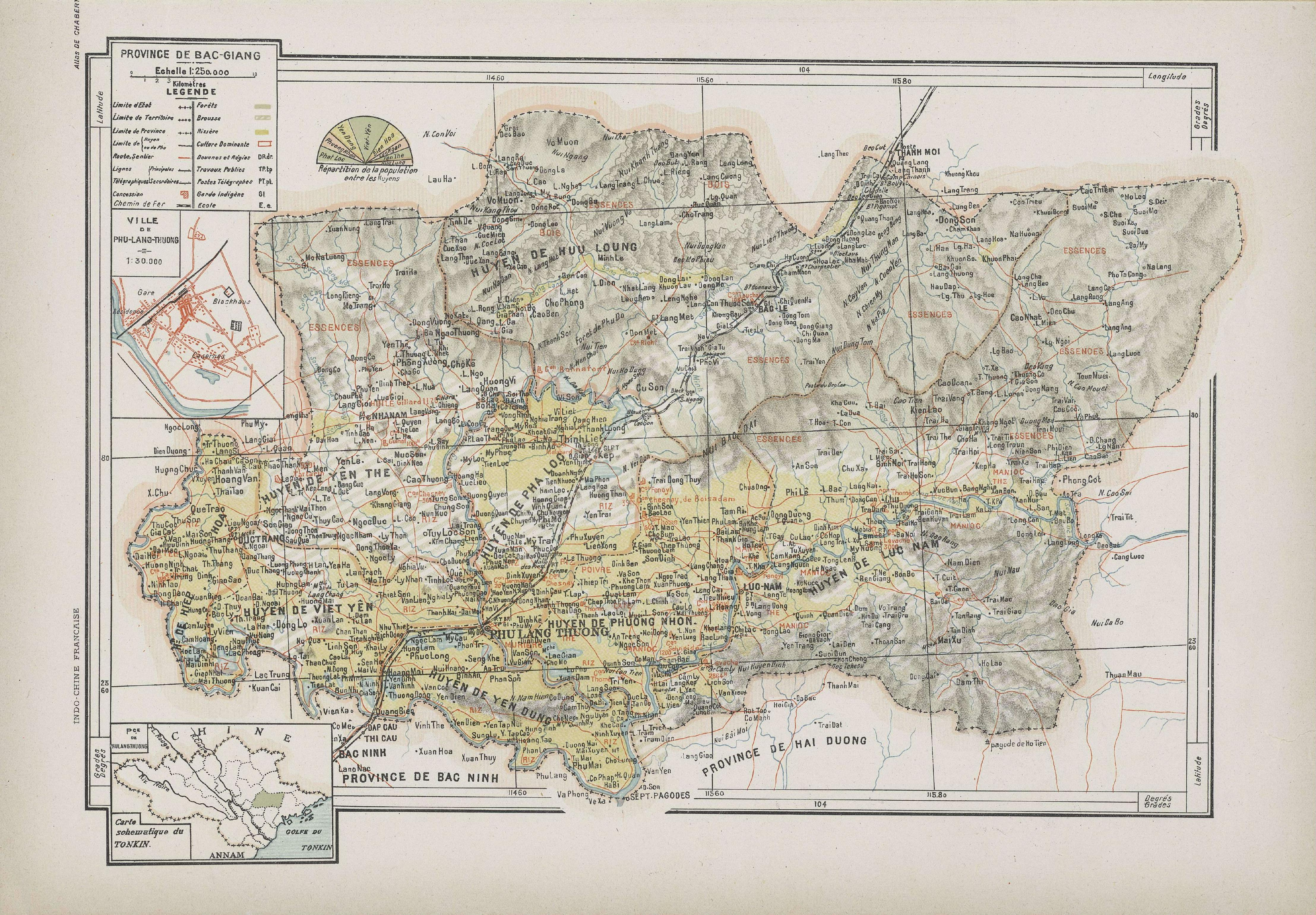
法属印度支那时期的北江省地图

阮朝时，北江省区域隶属北宁省谅江府、谅江分府和多福府洽和县。法属时期，析置北江省。保大末，北江省下辖府谅沧市社、谅江府、安世府、陆岸府、山洞府、洽和县、安勇县、越安县、右陇州1市社4府3县1州。
1948年1月25日，越南政府将各战区合并为联区，战区抗战委员会改组为联区抗战兼行政委员会。第一战区和第十二战区合并为第一联区，设立第一联区抗战兼行政委员会。北江省划归第一联区管辖。
1948年3月25日，北越政府改府、州、郡为县。北江省下辖府谅沧市社、洽和县、右陇县、谅江县、陆岸县、山洞县、越安县、安勇县和安世县1市社8县。
1948年12月，山洞县划归广安省管辖。
1949年11月4日，第一联区和第十联区合并为越北联区，设立越北联区抗战行政委员会。北江省随之划归越北联区管辖。
1955年2月22日，广安省山洞县划归北江省管辖。
1956年7月1日，越北联区改组为越北自治区，北江省划归中央政府直接管辖；右陇县划归谅山省管辖，太原省富平县划归北江省管辖。
1957年1月21日，陆岸县和山洞县析置陆南县。
1957年6月17日，富平县划回太原省管辖。
1957年11月6日，越安县析置新安县，安世县1社划归太原省洞喜县管辖。
1959年，府谅沧市社更名为北江市社，谅江县1社划归北江市社管辖。
1962年10月27日，北宁省和北江省合并为河北省，省莅北江市社。北江省区域包括北江市社、洽和县、谅江县、陆南县、陆岸县、山洞县、新安县、越安县、安勇县、安世县1市社9县。
1963年3月14日，河北省山洞县1社划归陆岸县管辖。
1963年10月30日，海宁省定立县1社划归河北省山洞县管辖
1985年5月3日，河北省越安县1社和谅江县1社划归北江市社管辖。
1996年11月6日，河北省恢复分设为北宁省和北江省；北江省下辖北江市社、洽和县、谅江县、陆南县、陆岸县、山洞县、新安县、越安县、安勇县、安世县9县，省莅北江市社。
2003年12月，北江市社被评定为三级城市。
2005年6月7日，北江市社改制为北江市。
2010年9月27日，谅江县1社和安勇县4社划归北江市管辖。
2014年12月3日，北江市被评定为二级城市。
2023年12月13日，越南国会常务委员会通过决议，自2024年2月1日起，越安县改制为越安市社。
2024年9月28日，越南国会常务委员会通过决议，自2025年1月1日起，安勇县并入北江市，陆岸县析置珠市社，军事单位第一区国家射击场位于山洞县境内的区域划归陆岸县管辖。
2025年7月1日和北寧省合併後走入歷史。

## 行政區劃
北江省下轄1市2市社7縣，省莅北江市。
- 北江市（Thành phố Bắc Giang）
- 珠市社（Thị xã Chũ）
- 越安市社（Thị xã Việt Yên）
- 洽和縣（Huyện Hiệp Hoà）
- 諒江縣（Huyện Lạng Giang）
- 陸南縣（Huyện Lục Nam）
- 陸岸縣（Huyện Lục Ngạn）
- 山洞縣（Huyện Sơn Động）
- 新安縣（Huyện Tân Yên）
- 安世縣（Huyện Yên Thế）

## 經濟
北江省以農業為主，鳳梨和荔枝已漸漸打出知名度。大約四分之一的面積還是森林。

## 外部連結
- 北江省电子信息门户网站（页面存档备份，存于）（越南文）